# 普尼亞省

普尼亞省（西班牙語：Punilla）是智利的56個省份之一，位於該國中部，由紐夫萊大區負責管轄，首府設於聖卡洛斯，面積5,202.5平方公里，2002年人口98,596。
該省為2018年新成立紐夫萊大區後，新設的省份。